# Икадзути (эсминец, 1931)
«Икадзути» (яп. 雷 "Гром") двадцать третий эсминец класса «Фубуки», построен для Императорского военного флота в межвоенный период. Когда эти корабли были введены в строй, они были самыми мощными эсминцами в мире. Они оставались грозными боевыми единицами даже на Тихоокеанском тетре военных действий.
«Икадзути», построенный на верфи Uraga Dock Company, был третьим из улучшенной серии эсминцев «Фубуки Тип III», имевшей модифицированную орудийную башню, которая имела возвышение главного калибра корабельных орудий 127-мм/50 Тип 3 до 75° по сравнению с первоначальными 40°, что позволяло использовать их в качестве универсальных орудий двойного назначения. «Икадзути» был заложен 7 марта 1930 г., спущен на воду 22 октября 1931 г. и сдан в эксплуатацию 15 августа 1932 г.

## История
Строительство передовых эсминцев класса «Акацуки» было начато в рамках программы расширения Императорского флота Японии, начатой в 1923 г., призванной дать Японии качественное преимущество перед самыми современными кораблями в мире. Эсминцы типа «Акацуки» имели характеристики, на голову превосходящие предыдущие конструкции эсминцев, настолько, что они были обозначены как эсминцы особого типа (яп. 特型 Токугата). Большие размеры, мощные двигатели, высокая скорость, большой радиус действия и беспрецедентное вооружение придавали этим эсминцам огневую мощь, сравнимую с огневой мощью многих легких крейсеров других флотов. Подкласс «Акацуки» был улучшенной версией «Фубуки», внешне почти идентичной, но с изменениями в двигательной установке.

## Эксплуатация
По окончании испытаний «Икадзути» был назначен в 6-ю дивизию эсминцев вместе со своими кораблями-побратимами «Инадзума», «Хибики» и «Акацуки» в составе 1-го флота принимал участие в операциях в ходе Второй китайско-японской войны.

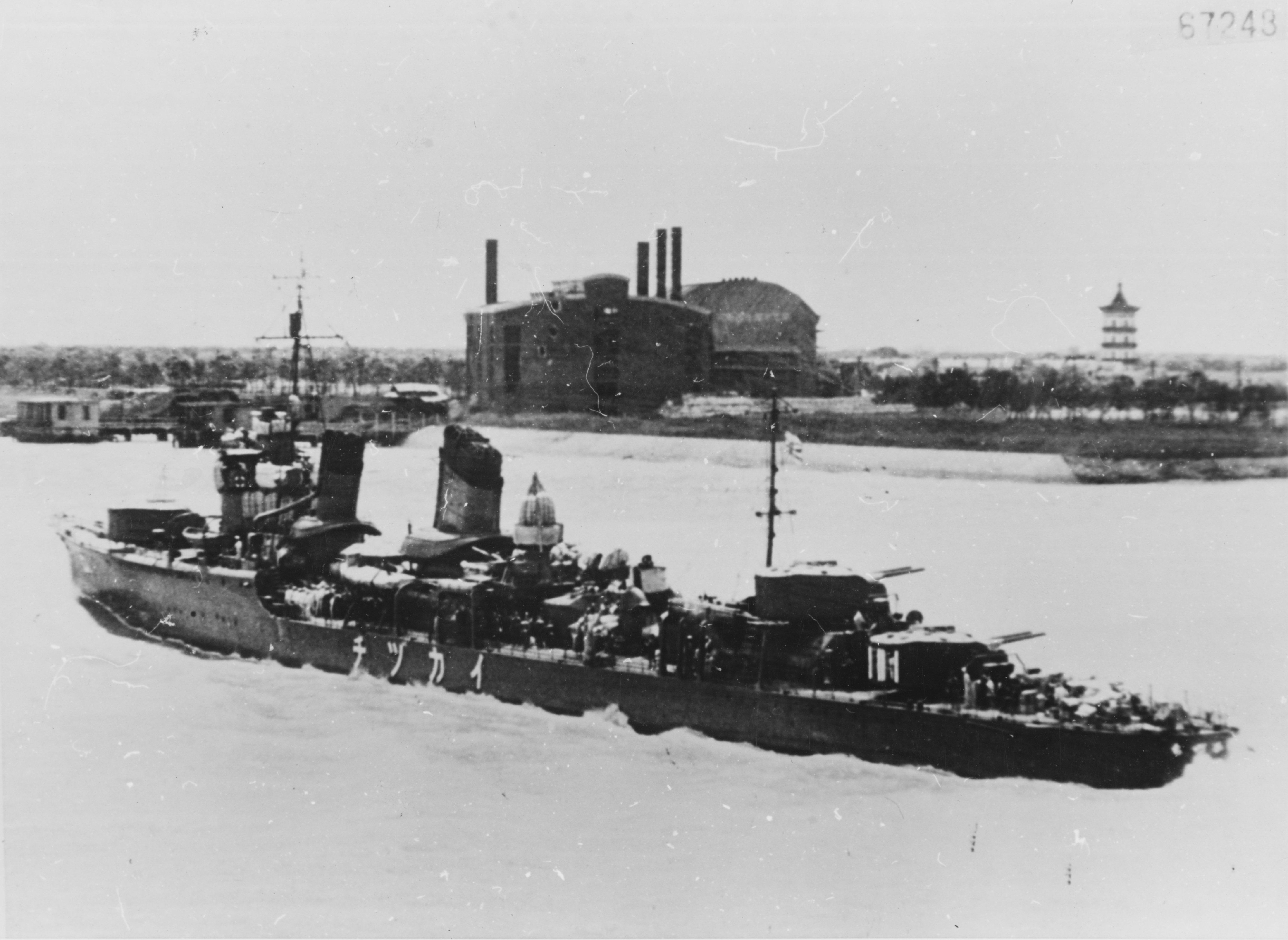
«Икадзути» в пути у берегов Китая в 1938 году.

### Вторая Мировая война
Во время нападения на Перл-Харбор «Икадзути» был приписан к 6-й дивизии «Дедзрон-1» 1-го флота и был направлен из округа Мако для обеспечения прикрытия десантных операций во время вторжения в Гонконг. После оказания помощи крейсеру «Исудзу» в потоплении британских катеров HMS «Cicada» и HMS «Robin», он помог обеспечить безопасность гавани Гонконга. В начале 1942 г. «Икадзути» передислоцировался из Гонконга в Давао, обеспечивая прикрытие десантных операций во время битвы при Амбоне и битвы при Тиморе в Голландской Ост-Индии.
2 марта 1942 г. «Икадзути» спас 400 человек с крейсера Королевского флота HMS "Exeter", которые оказались в воде, (некоторые из оставшихся в живых были спасены 1 марта) и эсминца HMS "Encounter", оба корабля были потоплены накануне во время Второго сражения в Яванском море между Явой и Борнео. Оставшиеся в живых дрейфовали около 20 часов, многие из них были покрыты маслом и не могли видеть. Среди спасенных был лейтенант (позднее сэр) Самуэль Фалле, офицер «Encounter», который впоследствии стал британским дипломатом. Это гумманое решение командира лейтенанта Сюнсаку Кудо подвергло «Икадзути» угрозе нападения подводной лодки и снижало его боевые возможности из-за большого количества спасенных моряков. Позднее это действие стало темой книги и телевизионной программы 2007 г..
«Икадзути» был передислоцирован из округа Оминато для поддержки северных сил адмирала Босиро Хосогая в кампании на Алеутских островах, патрулировал воды вокруг Кыски и Атту в течение июня-июля и отбуксировал повреждённый эсминец Касуми из Кыски обратно в Симушир на Курильских островах. До начала августа он продолжал патрулирование на островах Тисима и Алеутских островах.
С сентября «Икадзути» был переведен в качестве эскорта новых авианосцев «Дзуйхо» и "Uny", которые сопровождал в Трук, а также для поручений на Соломоновых островах.
С октября «Икадзути» использовался для многочисленных высокоскоростных транспортных рейсов «Токийского экспресса» к Соломоновым островам.
25 октября 1942 года «Икадзути», «Акацуки» и «Сирацую» совершили дневной рейд в водах Гуадалканала. В результате был поврежден скоростной тральщик «Зейн», а буксир «Семинол» и патрульный катер YP-284 были потоплены, прежде чем японские корабли были отброшены береговой артиллерией морской пехоты США. «Икадзути» получил легкий урон от обстрелов самолётов союзников, четыре члена экипажа погибли.
13 ноября 1942 года «Икадзути» участвовал в первом ночном бою морского сражения за Гуадалканал. Находясь на правом траверзе линейных кораблей «Хиэй» и «Кирисима» с двумя другими эсминцами, он атаковал несколько военных кораблей США, в том числе крейсер USS "Atlanta", и получил попадания в носовую орудийную установку, которая загорелась. В бою 21 член экипажа погиб и 20 получили ранения, и эсминец был вынужден вернуться в Трук для проведения экстренного ремонта.
После ремонта на военно-морском арсенале Йокосука с декабря по конец февраля 1943 года «Икадзути» вернулся в северную часть Тихого океана и 26 марта участвовал в битве за Командорские острова, но не принял участия в боевых действиях. 30 марта он столкнулся с эсминцем "Wakaba", получив умеренные повреждения.
«Икадзути» был переведен в Desron 11 1-го флота 1 апреля 1943 года. После ремонта в Йокосуке он вернулся в Трук и сопровождал конвои между Труком и японскими островами до середины апреля 1944 года.
Под командованием капитан-лейтенанта Икунаги Кунио 13 апреля 1944 года, когда он сопровождал транспорт "Sanyō Maru" в Волеай, «Икадзути» был торпедирован и потоплен подводной лодкой USS "Harder" примерно в 200 милях (320 км) к юго-востоку от Гуама. Выживших не было.
10 июня 1944 года «Икадзути» был исключен из списков военно-морского флота.